# Karl-Ernst Vaillant
Karl-Ernst Vaillant (* 10. Juni 1935; † 4. Mai 2022) war von 1966 bis 1997 Geschäftsführer von Vaillant.
Der aktive Katholik wurde 1951 nach Bad Godesberg auf das Internat des Aloisiuskollegs geschickt. In München und Karlsruhe studierte er Chemieingenieurwesen und Verfahrenstechnik. Anfang der 1960er sammelte er in Paris und Bristol erste Praxiserfahrung. 1965 besuchte er zur Vervollständigung der Ausbildung das Europäische Institut für Unternehmensführung in Fontainebleau, wo er seinen MBA erwarb.
1966 wurde er, neben seinem Onkel, Geschäftsführer für den technischen Bereich. Bis zu seinem Ausstieg aus dem aktiven Geschäftsleben 1997 verdreißigfachte sich der Umsatz des Heiztechnik-Konzerns. Danach installierte die Remscheider Familie ein externes Management.
Er erhielt den Bayerischen Verdienstorden, das Bundesverdienstkreuz 1. Klasse sowie im Jahr 1994 die Ehrensenator-Würde der Universität Karlsruhe. Er war Präsident der Bundesvereinigung der Firmen im Gas- und Wasserfach e. V. (figawa), Mitglied des Vorstands der Deutschen Vereinigung des Gas- und Wasserfaches e. V. (DVGW) und Ehrenvorsitzender des Arbeitgeberverbandes. Im Juli 2003 übernahm er bis ins Jahr 2006 das Amt des Vorsitzenden der Gesellschaft der Freunde der Bergischen Universität (GFBU). Er wurde in Remscheid bestattet.